# Anoche
Anoche es el octavo álbum de estudio del grupo argentino Babasónicos. Cuenta con Carca como invitado en el tema «Falsario». Musicalmente tiene guiños al rock alternativo de las primeras épocas de la banda combinadas con la esencia pop encontrada en Jessico. Este disco reafirmó la popularidad de la banda en Argentina y América Latina.

## Lista de canciones
Todas las letras escritas por Adrián Dárgelos, excepto «Falsario» por él junto con Marcelo Cohen.
| N.º | Título                 | Música                                              | Duración |  |
| 1.  | «Así se habla»         | Adrián Dárgelos · Diego Rodríguez · Gabriel Manelli | 2:01     |  |
| 2.  | «Carismático»          | Adrián Dárgelos · Diego Rodríguez · Gabriel Manelli | 2:36     |  |
| 3.  | «Yegua»                | Adrián Dárgelos · Diego Rodríguez · Gabriel Manelli | 2:29     |  |
| 4.  | «Un flash»             | Adrián Dárgelos · Mariano Roger                     | 2:27     |  |
| 5.  | «Pobre duende»         | Adrián Dárgelos                                     | 1:23     |  |
| 6.  | «Solita»               | Adrián Dárgelos · Gabriel Manelli                   | 2:31     |  |
| 7.  | «Puesto»               | Adrián Dárgelos · Diego Tuñón · Gabriel Manelli     | 3:26     |  |
| 8.  | «Falsario»             | Adrián Dárgelos · Diego Tuñón · Gabriel Manelli     | 2:39     |  |
| 9.  | «Capricho»             | Dárgelos · Rodríguez · Tuñón · Manelli · Roger      | 2:38     |  |
| 10. | «El colmo»             | Adrián Dárgelos                                     | 2:40     |  |
| 11. | «Ciegos por el diezmo» | Adrián Dárgelos · Diego Rodríguez · Diego Tuñón     | 2:57     |  |
| 12. | «Exámenes»             | Mariano Roger                                       | 3:25     |  |
| 13. | «Muñeco»               | Adrián Dárgelos · Diego Rodríguez · Gabriel Manelli | 2:25     |  |
| 14. | «Luces»                | Adrián Dárgelos · Diego Castellano · Mariano Roger  | 2:40     |  |

## Personal
- Producción: Babasónicos.
- Mezclado: Phil Brown.
- Ingeniero de grabación y mezcla: Gustavo Iglesias.
- Edición: Andrew Weiss.
- Mastering: Howie Weimberg en Masterdisk.
- Arte de tapa: Ezequiel de San Pablo.
- Músico invitado (en «Falsario»): Carca.